# Tetracis pagonaria
Tetracis pagonaria là một loài bướm đêm trong họ Geometridae.